# Max Malini
Max Malini (nacido como Max Katz Breit;1875 - 3 de octubre de 1942)  fue un mago que en su apogeo actuó para varios presidentes de Estados Unidos y en el Palacio de Buckingham, recibiendo regalos de monarcas de toda Europa y Asia.

## Trayectoria
Nació en la pequeña ciudad de Ostrow, en la frontera entre Rusia y Austria. A temprana edad, emigró a los EE. UU. con su familia judía, estableciéndose en la ciudad de Nueva York. Estudió malabarismo a los doce años, pero bajo la tutela de un tragafuegos, ventrílocuo y mago, el "Profesor" Frank Seiden, Max comenzó sus estudios de magia cuando tenía quince años.
A medida que crecía, comenzó a actuar en bares. A medida que su reputación crecía, vendía entradas para ver un espectáculo privado en su habitación de hotel. Se especializó en magia de cerca, realizando magia con monedas y cartas.
Realizaba magia basada en juegos de manos en lugar de grandes ilusiones. 
Según el mago Paul Daniels en su espectáculo "La magia de Max Malini", Max, hablando con un fuerte acento yiddish, a menudo se acercaba a una celebridad y, sin previo aviso, mordía un botón de su puño y lo restauraba mágicamente. También tomaba prestado el sombrero de un caballero para hacer un efecto de moneda, cubriendo la moneda e intentando hacerla girar. No pudo hacerlo, pero terminó levantando el sombrero para revelar un bloque de hielo debajo del mismo, apenas lo suficientemente grande para caber.
Después de realizar uno de sus trucos al senador Mark Hanna sin previo aviso, Malini fue invitado más tarde a actuar para Hanna y sus asociados, lo que finalmente llevó a Malini a actuar en la Casa Blanca.  A lo largo de su carrera, Malini conoció o actuó para Warren G. Harding,, Theodore Roosevelt, Al Capone, John D. Rockefeller y la realeza europea. Malini se autodenominaba el «Napoleón de la magia». Muchos magos, como Dai Vernon y Ricky Jay lo han tenido en alta estima por su habilidad y sus audaces logros.
Murió en Honolulu, Hawaii, el 3 de octubre de 1942. Llevaba algún tiempo delicado de salud y sus últimas actuaciones las realizó sentado en una silla. 